# Ausar Thompson
Ausar XLNC Thompson (* 30. Januar 2003) ist ein US-amerikanischer Basketballspieler, der seit 2023 bei den Detroit Pistons in der National Basketball Association (NBA) unter Vertrag steht, nachdem er von diesen im NBA-Draft 2023 an fünfter Stelle ausgewählt worden war. Er ist der Zwillingsbruder von Amen Thompson.

## Werdegang
Thompson und sein Zwillingsbruder Amen Thompson, die beide den zweiten Vornamen XLNC tragen, zogen im Jugendalter von San Leandro (Kalifornien) nach Florida. Dort besuchten sie bis 2021 die Pine Crest High School in Fort Lauderdale und wurden dank ihrer Leistungen im Basketball unter anderem von der University of Kentucky umworben.
Die Brüder verließen die Pine Crest High School vorzeitig und nahmen Vertragsangebote der in Atlanta ansässigen US-Profiliga Overtime Elite an, die 2021 vor ihrer ersten Saison stand und es sich zur Aufgabe gemacht hat, Spieler im Alter von 16 bis 20 Jahren zu fördern und möglichst zum Sprung in die NBA zu verhelfen. 2022 und 2023 gewann er jeweils den Meistertitel in der Overtime Elite (2023 an der Seite seines Bruders Amen), Ausar Thompson wurde in der Saison 2022/23 als bester Spieler der Liga ausgezeichnet.
In Vorschauranglisten für das Draftverfahren der NBA im Juni 2023 standen beide Thompson-Brüdern unter den ersten zehn Spielern. Ausar Thompson wurde letztlich an fünfter Stelle von den Detroit Pistons ausgewählt, die Rechte an seinem Bruder Amen hatten sich unmittelbar zuvor die Houston Rockets gesichert.

### Familie
Thompsons älterer Bruder Troy spielte Basketball an der Prairie View A&M University. Sein Onkel Mark nahm in der Leichtathletikdisziplin 400-Meter-Hürdenlauf als Mitglied der Mannschaft Jamaikas 1992 an den Olympischen Sommerspielen teil.

## Karriere-Statistiken

### NBA

#### Hauptrunde
| Saison  | Team    | GP | GS | MPG  | FG % | 3P % | FT % | RPG | APG | SPG | BPG | PPG |
| ------- | ------- | -- | -- | ---- | ---- | ---- | ---- | --- | --- | --- | --- | --- |
| 2023–24 | Detroit | 63 | 38 | 25.1 | .483 | .186 | .597 | 6.4 | 1.9 | 1.1 | 0.9 | 8.8 |
| Gesamt  | Gesamt  | 63 | 38 | 25.1 | .483 | .186 | .597 | 6.4 | 1.9 | 1.1 | 0.9 | 8.8 |